# アックス (雑誌)
『アックス』 (AX) は、1998年から青林工藝舎が刊行しているオルタナティブ志向の隔月刊漫画雑誌。
かつて青林堂から刊行されていた伝説的漫画雑誌『月刊漫画ガロ』の事実上後継誌に相当する。隔月偶数月末発売。2024年9月時点で通巻159号まで刊行中。編集長は青林工藝舎の社長でもある手塚能理子。

## 概要
「国内唯一のオルタナティブ・コミック誌」を自称しており「ガロ系」と呼ばれる反主流的な特殊漫画を精力的に掲載する先鋭的な漫画雑誌として一部の層に絶大な支持を誇っている。また、編集方針に制限が無いことから漫画界の「アウトバーン」あるいは「無法地帯」とも言われている。
前身は青林堂が刊行していた漫画雑誌『月刊漫画ガロ』（1964年～2002年）であるが、現在の青林堂と青林工藝舎の両社は絶縁状態にあり、青林堂は『アックス』に一切関与していない。しかし、青林堂の従来目指した解放路線は『アックス』に引き継がれている。

### 編集方針
世に埋もれた才能を発掘・育成することを「ビジネス」ではなく「使命」とし、多くの漫画界の異才をあまた輩出した青林堂の『ガロ』を継承するため、『アックス』は創刊された。「自由な表現」を前提に、大手版元では掲載が難しいと思われる斬新で優れた手法を持ったベテランから新人まで、さまざまな漫画家が毎回実験的で先鋭的な作品を描いている。
青林工藝舎では独創的で個性あふれる作品や前衛的で難解な作品であっても積極的に掲載する独自の編集方針で漫画家の個性を生かした作品を載せているのが特色であり、売上重視で商業主義的なメジャー出版社の漫画事業とは対極のスタンスで掲載作品の作品性や作家性を重視した方針をとっている。それゆえ作品表現に方向性や制約を設けておらず、商業性よりも作家に自由な表現の場を与え、編集者側からの干渉を極力行わない往年の『ガロ』のスタイルを引き継いでいる。また、同じくマーケティング志向を極力排除した方針を取るエンターブレインとは関係が深く、漫画雑誌『コミックビーム』とは相互の誌面に広告を出し合っている。
近年では海外翻訳出版も行っており、フランス、スペイン、イタリア、ポルトガル、韓国、ブラジル、カナダ等で出版、2010年にはアメリカ合衆国で英語版『アックス アンソロジー』が出版され、パブリッシャーズ・ウィークリーの2010年度ベストグラフィックノベルの1冊に選出された。

### 作品の特色
漫画表現の可能性を追求するような野心的でマニアックな作品が並んでおり、掲載作品はエログロから詩的、シリアス、不条理、ヘタウマ、耽美、ほのぼの、アートまで個々の作風は非常に幅広く混沌としており、漫画家の個性を活かした解放的な誌面が展開されている。そのため誌面からは極めてアナーキーでアバンギャルドな印象を受ける。また、作品募集のコンセプトである「漫画への新しい可能性を求める」「元来の漫画枠にとらわれない独創性あふれる作品を求める」を創刊当初から貫いている。100号まで使用されていたキャッチコピーは「MANGA要特立MANGA要解放MANGA要実験」。

### 発行形態
形態としては漫画雑誌であるものの流通上は雑誌ではなくアンソロジーコミック扱いであり、バックナンバーの購入も通常の雑誌と比べると比較的容易である。

### 発行部数
推定発行部数は3000部とされており、一部の書店や漫画専門店でしか販売されていない。しかし、マイナーながらも青林工藝舎主宰の年間漫画新人賞『アックスマンガ新人賞』には、毎年約300点もの漫画作品が投稿されており、年1回行われている「アックスマンガ新人賞」では数多くの作家をこれまで輩出している。

### 原稿料ゼロ
ガロ時代から社員すらまともに生活が出来ないほど経営状況がひっ迫しており「万年貧乏」と比喩される程の経営難が数十年以上に渡り続いている。そのため原稿料は「儲かったら支払う」という「公約」のもと、すでに支払いを停止せざるを得なくなっているが、それでも作家や読者など有志の強い支持によって『アックス』は支えられ続けている。雑誌掲載時の原稿料は支払われないが、単行本の印税は分割払いで支払われており、それでアックスの作家陣は初めて収入を得る事が出来る仕組みになっている。
『ガロ』で活動した漫画家の山野一は「原稿料ゼロ」の心得について「ガロというのは何でも描かせてくれるがそれで食っていくのは不可能。普通の雑誌は拘束されるが金はもらえる。これから投稿して漫画家になろうというような人は、好むと好まざるに関わらずこの両極の間のどこかに自分の位置を見つけていかざるをえないという事を知っておいて損はないだろうと思う」と述べている。
『アックス』の作品募集欄には「原稿料は出ません。大変心苦しく遺憾なことですが当分の間は無理と思います。皆様にとっても重要な事と思いますので応募の際にはそのことを充分に考えてから投稿して下さい」とその旨について常に書き添えられている。

## 創刊の経緯
1996年に青林堂創業者の長井勝一が亡くなると、青林堂内部で経営方針を巡り分裂が起こり、FAXにて青林堂の親会社であり経営母体であったツァイト宛に1997年7月7日付で青林堂編集部員全員の辞表が送られ、一斉に総辞職するというクーデター事件が発生する。この事件によって9月号の刊行は不可能となり、『ガロ』は休刊、ツァイトは倒産に追い込まれた。内紛騒動の顛末は、青林堂と青林工藝舎との間で訴訟継続中であったが和解で終了した旨が『ガロ』2002年2月号に掲載された。
青林堂を退社した手塚能理子を中心とした元青林堂社員はガロ関係者の支援や協力によって青林工藝舎を設立、1997年10月9日には「月刊誌『ガロ』元編集部責任編集」を謳った創刊準備号『マンガの鬼』を出版した（編集発行・青林工藝舎／発売・創出版）。これが『アックス』のルーツとなっている。1998年2月には『マンガの鬼AX アックス』として『ガロ』の事実上後継誌を創刊。Vol.13から『アックス』に改題された。誌名の由来は「キレる漫画」から。｢マンガの鬼｣は白土三平の貸本短編集『忍者旋風』に掲載されていた「ガロ創刊のお知らせ」にあったキャッチコピー｢出た!漫画の鬼｣に由来する。
一方、編集者が全員退社した青林堂は『ガロ』を復刊させるが休刊復刊を繰り返し、月刊から隔月刊になり季刊化した後、オンデマンド出版に移行するも1号で終わる。そのような迷走を繰り返し、現在は事実上の廃刊状態となっている。

## 主な執筆陣
執筆陣は主に旧『ガロ』の漫画家や新人作家などで構成されている。
- 秋山亜由子
- あきやまみみこ
- 安部慎一
- あらいあき
- 安斎肇
- 池田ハル
- 市場大介
- うらたじゅん
- 蛭子能収
- 衿沢世衣子
- 太田基之
- 大西祥平
- 大堀知穂 （百田千峰）
- 大山海
- オカダシゲヒロ （小田桐宗）
- 岡田衛
- 荻原利夫
- 小口十四子
- 駕籠真太郎
- かなまち京成
- 神村篤
- 河井克夫
- 川崎タカオ
- 川崎ゆきお
- 菅野修
- キクチヒロノリ
- Q.B.B.（久住昌之＋久住卓也）
- 具伊井戸夫
- 工藤正樹
- クリハラタカシ
- 呉智英
- 古泉智浩
- 甲山弓
- 後藤友香
- コマツシンヤ
- 近藤聡乃
- 近藤ようこ
- 齋藤なずな
- 齋藤裕之介 （ふりむいて裕）
- 磋藤にゅすけ
- 逆柱いみり
- 佐久間薫
- しりあがり寿
- 島田虎之介
- 清水おさむ
- 末井昭
- 杉作J太郎
- 鈴木漁生
- 杉山実
- 鈴木詩子
- 関根美有
- 世良田美波
- 高杉弾
- 高山和雅
- 田中六大
- ツギノツギオ
- 筒井ヒロミ
- 津野裕子
- てらだこうじ （寺田浩司）
- 東陽片岡
- 友沢ミミヨ
- とんだばやしロンゲ
- 中田いくみ
- 中野シズカ
- 西岡兄妹
- 根本敬
- 芳賀由香
- 鳩山郁子
- 花くまゆうさく
- 花輪和一
- 比嘉慂
- ひさうちみちお
- ひろせべに
- 福沢光成子
- 福満しげゆき
- 藤枝奈己絵
- 藤田みゆき
- 藤宮史
- 藤本和也
- 星園すみれ子
- 堀道広
- 松井たまき
- 松井雪子
- 松本充代
- まどの一哉
- 幻の名盤解放同盟
- 丸山玉子
- みうらじゅん
- みぎわパン
- 南伸坊
- 三本美治
- 本秀康
- 森雅之
- 森元暢之
- 山崎春美
- 湯浅学
- ユズキカズ
- 吉田光彦
- 米澤嘉博
- 和田キジコ
- わだちず
- 和田みずな

## スタッフ
1997年の青林堂内紛騒動の際に集団退社した旧『ガロ』編集部員によって構成されている。
- 編集長 - 手塚能理子 - 青林工藝舎代表取締役兼『アックス』編集長。1979年青林堂入社。元『ガロ』副編集長。
- 編集・進行 - 志村勝紀 - 1990年青林堂入社。作家では主に福満しげゆきを担当。
- 編集・経理 - 高市真紀 - 1991年青林堂入社。元青林堂経理部員。蛭子能収担当。筆名は丸山玉子。姉は漫画家の山田花子。
- 装丁 - 井上則人 - 井上則人デザイン事務所代表。
- 営業 - 水村友二、末井幸作、土舘亜希子
- 協力
  - 浅川満寛 - 1991年青林堂入社。元青林堂営業部員。辰巳ヨシヒロ担当。まんだらけ編集を経て青林工藝舎に移籍し、同社取締役に就任。編集業の傍ら貸本漫画、エロ劇画の復刻活動や劇画史研究を続けていたが、2012年に青林工藝舎を退職。現在はフリーランスで執筆業や劇画史研究に携わる。
  - 北園一哉 - 元青林堂編集部員。映像編集担当。
  - 大場小ゆり - 1992年青林堂入社。元青林堂営業部員。青林工藝舎も2002年に退社。
  - 飯田菜津 - 元青林堂編集部員。
  - 香田明子 - 青林堂創業者・長井勝一の夫人。青林堂から独立した自主制作レーベル「青林工芸舎」を運営していた。
  - 根本敬 - 特殊漫画家。青林工藝舎や幻の名盤解放同盟のイベントに携わる。
  - 南伸坊 - 1972年青林堂入社。『ガロ』編集長を務め、1979年に退社。現在はフリーランスで青林工藝舎のイベントに携わる。
- 編集発行 - 株式会社青林工藝舎

## 過去現在の主な連載作品
- 刑務所の中（花輪和一）
- 東京ゾンビ（花くまゆうさく）
- 日常の神々（高杉弾）
- 黒寿司十八番（根本敬）
- 新・中学生日記（Q.B.B.）
- 僕の小規模な失敗（福満しげゆき）
- 生活（福満しげゆき）
- 死んだ目をした少年（古泉智浩）
- チェリーボーイズ（古泉智浩）
- アイデン&ティティ32（みうらじゅん）
- チュウチュウカナッコ（あらいあき）
- ヒネヤ2の8（あらいあき）
- ヒネ北経由厨行き（あらいあき）
- ツノ病（クリハラタカシ）
- 隊長と私（クリハラタカシ）
- 戦後エロマンガ史（米澤嘉博）
- マザー・コスモス（杉山実）
- ガール・デバイス（杉山実）
- 赤タイツ男（逆柱いみり）
- はたらくカッパ（逆柱いみり）
- 空の巻き貝（逆柱いみり）
- マヨネーズ姫（松井雪子）
- 正義隊（後藤友香）
- 魔血子（清水おさむ）
- 青春うるはし!うるし部（堀道広）
- 女ヒエラルキー底辺少女（鈴木詩子）※連載時「Let' DO 大発見☆」
- ラストワルツ（島田虎之介）
- 東京命日（島田虎之介）
- トロイメライ（島田虎之介）
- ダニー・ボーイ（島田虎之介）
- ジャカランダ（しりあがり寿）
- コイソモレ先生（しりあがり寿）
- トロミちゃん（筒井ヒロミ）
- 哀愁劇場（東陽片岡）
- 東京市松物語（大山海）
- わらしのはなし（わだちず）
- ヒネガンズ・フェイク（山崎春美）
- ヘンコちゃんになりたくて（磋藤にゅすけ）
- 隔月蛭子劇画プロダクション社内報（蛭子能収＋根本敬他）

## 映像化
| 作品                   | 公開年 | 配給                             | 備考                                       |
| ---------------------- | ------ | -------------------------------- | ------------------------------------------ |
| 刑務所の中             | 2002年 | ザナドゥー                       |                                            |
| 東京ゾンビ             | 2005年 | 東芝エンタテインメント           |                                            |
| 死んだ目をした少年     | 2015年 | 『死んだ目をした少年』製作委員会 |                                            |
| 女ヒエラルキー底辺少女 | 2016年 | キャンター                       | 連載時はタイトルが異なる（単行本では同じ） |
| チェリーボーイズ       | 2018年 | アークエンタテインメント         |                                            |

出版社を移籍後に実写映画化された作品も含めると『生活』がある。

## 新人賞
- アックスマンガ新人賞
- アックスマンガ評論新人賞